# Catherine Chabert
Catherine Chabert, född 26 december 1946, är en fransk psykolog och psykoanalytiker. Hon är professor emeritus i psykologi vid Université Paris-Descartes. Chabert är medlem av Association psychanalytique de France.

## Biografi
Catherine Chabert föddes år 1946. Hon försvarade 1975 en avhandling om Jean Piaget. År 1986 lade hon fram sin thèse d'État – Le Rorschach en clinique adulte: interprétation psychanalytique.